# Gustav Krupp von Bohlen und Halbach
Pour les articles homonymes, voir Krupp, Bohlen et Halbach.
Gustav von Bohlen und Halbach puis Gustav Krupp von Bohlen und Halbach, né le 7 août 1870 à La Haye et mort le 16 janvier 1950 à Werfen (Salzbourg), est un diplomate et industriel allemand. Après son mariage avec Bertha Krupp en 1906, il dirige l'entreprise Krupp jusqu'en 1943. Il comptait parmi les 24 principaux accusés du procès de Nuremberg, la procédure engagée contre lui a cependant été suspendue pour des raisons de santé.

## Biographie
D'une famille touchant à la noblesse et à l'industrie, il devient diplomate. En poste au Vatican, il apparait le meilleur candidat pour devenir l'époux de l'unique héritière de l'empire Krupp. Le mariage, célébré en 1906, est en fait arrangé au plus haut niveau et Guillaume II lui-même a suivi l'affaire. 
Il dirige Krupp AG après avoir demandé l'autorisation à l'empereur allemand Guillaume II de rajouter le nom de Krupp  au sien, afin de pouvoir gérer le patrimoine Krupp à la place de sa femme née Bertha Krupp.
Il est inscrit sur la liste des criminels de guerre dans le premier procès de Nuremberg pour avoir possédé et exploité une puissance industrielle, source principale des armements allemands. Selon les documents officiels du Tribunal militaire international, Gustav Krupp aurait manifesté son soutien au parti nazi en versant, à plusieurs reprises, de fortes sommes issues de sa société mais également de son compte personnel. Gustav Krupp a exploité, au sein de son entreprise, des prisonniers de guerre ayant été victimes de maltraitance (malnutrition, violences...) et forcés à fabriquer des armes et munitions destinées à être utilisées contre leur propre pays.
À la suite du déclin brutal et progressif de son état, il apparaît vite que son état physique ne permet ni son interrogatoire ni de suivre les débats : plusieurs rapports font part des difficultés mentales évidentes dont Gustav Krupp souffre. Il est diagnostiqué comme étant atteint d'une « dégénérescence sénile des tissus du cerveau », il ne sera donc pas mis en accusation.
Le procureur américain, comme les procureurs russe et français, propose de lui substituer son fils Alfried, qui avait repris la direction du Konzern en 1943, ce qui est refusé par les juges du tribunal international. Celui-ci sera jugé à part, lors du procès Krupp.
Il a donné son prénom « Gustav »  au canon sur voie ferrée de 800 mm. L'un des deux exemplaires construits, Dora, tira au total 48 projectiles d'un poids de 7 100 kilogrammes, qui réussirent à détruire plusieurs forts soviétiques, ainsi qu'un dépôt de munitions russe abrité sous 30 mètres de rocher, lors du siège de Sébastopol.